# Nyamira
Nyamira è una città del Kenya, capoluogo dell'omonima contea.